# Kendrick, Oklahoma
Kendrick är en kommun (town) i Lincoln County i Oklahoma. Vid 2020 års folkräkning hade Kendrick 87 invånare.